# ينس بوغ
ينس بوغ (بالنرويجية البوكمول: Jens Bugge)‏ هو محامي وقاضي نرويجي، ولد في 10 مايو 1930، وتوفي في 9 نوفمبر 2014.